# Herr Gott, dich loben wir
Herr Gott, dich loben wir (in tedesco, "Signore Dio, noi ti lodiamo") BWV 16 è una cantata di Johann Sebastian Bach.

## Storia
Composta nel 1725 per la solennità della circoncisione di Cristo, la cantata venne eseguita il 1º gennaio 1726. Il testo è di Martin Lutero per il primo movimento, di Paul Eber per il sesto, e di Georg Christian Lehms per i rimanenti.

## Struttura
La Herr Gott, dich loben wir è composta per contralto solista, tenore solista, basso solista, coro, violino I e II, corno da caccia, oboe da caccia, oboe I e II, viola e basso continuo ed è suddivisa in sei movimenti:
1. Coro: Herr Gott, dich loben wir , per tutti.
2. Recitativo: So stimmen wir bei dieser frohen Zeit, per basso.
3. Aria e coro: Laßt uns jauchzen, laßt uns freuen, per basso.
4. Recitativo: Ach treuer Hort, per contralto.
5. Aria: Geliebter Jesu, du allein, per tenore.
6. Corale: All solch dein Güt wir preisen, per tutti.